# GIF Sundsvall
GIF Sundsvall este un club de fotbal din Sundsvall, Suedia fondat în anul 1903.

## Palmares
- Allsvenskan:
  - Best placement (5th): 1988
- Norrländska Mästerskapet:
  - Câștigătoare (1): 1942
  - Finalistă (2): 1928, 1951